# 泉藩
泉藩（日语：／ Izumi han */?）是位於日本磐城國菊多郡的一個藩，藩廳是泉陣屋。

## 歷史
1622年（元和8年）立藩。當時鳥居忠政完成遷移山形藩的工作。其中上總國佐貫藩主內藤政長以七萬石入主。此外政長嫡子政男領有2萬石。1634年（寬永11年）政長逝世。政長遺言由政晴繼承2萬石領地，泉藩因此建立。
1702年，內藤政森移封至上野國安中藩。由板倉重同承襲，重同之子板倉勝清在1746年（延享3年）改封至遠江國相良藩。並由本多忠如入替，第二代藩主本多忠籌實行藩政改革，獲幕府信任，獲得武藏及上野兩國合共5000石領地。藩主在戊辰戰爭中為幕府後，戰後被奪去官職以及減去2千石，由養子本多忠伸繼承。1871年廢藩置縣被廢藩。

## 歷代藩主

### 內藤家
2万石。譜代。
1. 內藤政晴
2. 內藤政親
3. 內藤政森

### 板倉家
1万5000石。譜代。
1. 板倉重同
2. 板倉勝清

### 本多家
1万5000石→2万石→1万8000石。譜代。
1. 本多忠如
2. 本多忠籌
3. 本多忠誠
4. 本多忠知
5. 本多忠德
6. 本多忠紀
7. 本多忠伸